# Slov-Matic FOFO Bratislava
Slov-Matic FOFO Bratislava je slovenský futsalový klub z Bratislavy, hrající od sezóny 2004/05 1. slovenskou futsalovou ligu. Slavný bratislavský celek byl založen v roce 1984 původně jako klub sálového fotbalu (futsal AMF). První zápas odehrál klub ve stejném roce v 3. bratislavské lize sálového fotbalu. Po vstupu významného sponzora firmy Slovmatic, se družstvo probojovalo v roce 1998 do nejvyšší slovenské soutěže – 1. slovenská liga sálového fotbalu.
Je to desetinásobný mistr Slovenska a jedenáctinásobný vítěz slovenského poháru ve futsalu FIFA. Kromě toho se stal také jednou vítězem extraligy a slovenského poháru v sálovém fotbalu. Od sezóny 2004/05 působí v nejvyšší slovenské futsalové soutěži. Je také pravidelným účastníkem futsalového Poháru UEFA a většina jeho hráčů tvoří základ slovenské reprezentace.
Zkratka FOFO, která je součástí názvu klubu od jeho vzniku, souvisí s bratry Grendárovými – spoluzakladateli klubu, kterým přezdívali "Fofáci". Později se z tohoto označení vytvořila zkratka pro "Fanatic Oranjes Futsal Organisation".
Své domácí zápasy odehrává ve sportovní hale Mladosť s kapacitou 500 diváků.

## Získané trofeje

### Futsal
- 1. slovenská futsalová liga ( 10x )
  - 2004/05, 2005/06, 2006/07, 2007/08, 2009/10, 2010/11, 2011/12, 2012/13, 2013/14, 2014/15
- Slovenský futsalový pohár ( 11x )
  - 2004/05, 2005/06, 2006/07, 2007/08, 2008/09, 2009/10, 2010/11, 2011/12, 2012/13, 2013/14, 2014/15

### Sálový fotbal
- Extraliga v sálovém fotbalu ( 1x )
  - 2001/02
- Slovenský pohár v sálovém fotbalu ( 1x )
  - 1999/00

## Soupiska
Zdroj: 
Aktuální k datu: 16. března 2016
| Číslo |           | Pozice    | Hráč                |
| ----- | --------- | --------- | ------------------- |
| 1     | Slovensko | Brankář   | Mário Gašparovič    |
| 12    | Slovensko | Brankář   | Tomáš Kollár        |
| 19    | Slovensko | Brankář   | Peter Brndiar       |
| 3     | Slovensko | Obránce   | Dušan Rafaj         |
| 4     | Ukrajina  | Obránce   | Vladyslav Mazur     |
| 10    | Slovensko | Obránce   | Ladislav Mikita     |
| 13    | Slovensko | Obránce   | Anton Brunovský     |
| 17    | Slovensko | Obránce   | Juraj Višváder      |
| 6     | Slovensko | Univerzál | Marek Belaník       |
| 7     | Slovensko | Univerzál | Matúš Kyjovský      |
| 9     | Slovensko | Univerzál | Peter Kozák         |
| 14    | Slovensko | Univerzál | Martin Rejžek       |
| 15    | Slovensko | Univerzál | Marek Bahna         |
| 16    | Slovensko | Univerzál | Gabriel Bartošek    |
| 5     | Slovensko | Útočník   | Milan Nestorik      |
| 8     | Slovensko | Útočník   | Martin Zdráhal      |
| 11    | Slovensko | Útočník   | Peter Haľko         |
| 23    | Slovensko | Útočník   | Martin Grendár jun. |

## Umístění v jednotlivých sezonách
Zdroj: 
Legenda: Z - zápasy, V - výhry, R - remízy, P - porážky, VG - vstřelené góly, OG - obdržené góly, +/- - rozdíl skóre, B - body, červené podbarvení - sestup, zelené podbarvení - postup, fialové podbarvení - reorganizace, změna skupiny či soutěže
| Slovensko (2003 – ) |                     |        |    |    |   |   |     |    |      |    |       |          |
| Sezóny              | Liga                | Úroveň | Z  | V  | R | P | VG  | OG | +/-  | B  | P. ZČ | Play-off |
| 2003/04             | Extraliga           | 1      | 26 | 16 | 2 | 8 | 106 | 76 | +27  | 50 | 6.    |          |
| 2004/05             | Extraliga           | 1      | 24 | 19 | 1 | 4 | 112 | 49 | +63  | 58 | 1.    |          |
| 2005/06             | Extraliga           | 1      | 22 | 21 | 0 | 1 | 132 | 38 | +94  | 63 | 1.    | Vítěz    |
| 2006/07             | JOMA Extraliga      | 1      | 22 | 22 | 0 | 0 | 150 | 41 | +109 | 66 | 1.    | Vítěz    |
| 2007/08             | JOMA Extraliga      | 1      | 20 | 15 | 3 | 2 | 117 | 44 | +73  | 48 | 2.    | Vítěz    |
| 2008/19             | Extraliga           | 1      | 22 | 19 | 3 | 0 | 159 | 47 | +112 | 60 | 1.    | Finále   |
| 2009/10             | KYMA Extraliga      | 1      | 20 | 20 | 0 | 0 | 139 | 33 | +106 | 60 | 1.    | Vítěz    |
| 2010/11             | KYMA Extraliga      | 1      | 16 | 15 | 1 | 0 | 104 | 31 | +73  | 46 | 1.    | Vítěz    |
| 2011/12             | SELECT Extraliga    | 1      | 18 | 18 | 0 | 0 | 142 | 39 | +103 | 54 | 1.    | Vítěz    |
| 2012/13             | Keno Klub Extraliga | 1      | 18 | 18 | 0 | 0 | 170 | 32 | +138 | 54 | 1.    | Vítěz    |
| 2013/14             | Extraliga           | 1      | 18 | 17 | 1 | 0 | 166 | 36 | +130 | 52 | 1.    | Vítěz    |
| 2014/15             | Loto Extraliga      | 1      | 18 | 17 | 0 | 1 | 168 | 37 | +131 | 51 | 1.    | Vítěz    |
| 2015/16             | Loto Extraliga      | 1      | 18 |    |   |   |     |    |      |    |       |          |